# Japanese Aero Engines Corporation
El consorcio Japanese Aero Engines Corporation fue resultado de la agrupación de tres grandes compañías  japonesas en 1981: Kawasaki Heavy Industries, Ishikawajima-Harima Heavy Industries y Mitsubishi Heavy Industries. 
Al final de la década de 1970, se asociaron con Rolls-Royce, con la intención inicial de contribuir en el desarrollo del motor turbofan para aviación civil RJ500, de 20000 lbf (9000 kp).
A pesar de que se construyeron y ensayaron en tierra dos prototipos funcionales, el proyecto RJ500 fue cancelado cuando Boeing lo rechazó, apoyando el CFM56-3 para su avión 737-300.
Durante 1982, centraron su atención en el desarrollo de un motor más avanzado en la clasificación de empuje de 25000 lbf (11500 kp) para el mercado de aviones comerciales de 150 asientos. Recibieron la adhesión al consorcio de Pratt & Whitney, MTU y FiatAvio, y pasaron a llamarse International Aero Engines, un corto tiempo después. La V en  V2500 hace referencia a los cinco socios originales, mientras que el 2500 simboliza la aceleración original de 25000lbf. Posteriormente, FiatAvio salió del consorcio original.